# Caladenia hirta
Caladenia hirta är en orkidéart som beskrevs av John Lindley. Caladenia hirta ingår i släktet Caladenia och familjen orkidéer.

## Underarter
Arten delas in i följande underarter:
- C. h. hirta
- C. h. rosea